# Terra Nova (Pernambouc)
Terra Nova est une municipalité brésilienne située dans l'État du Pernambouc.